# Polychrus liogaster
Polychrus liogaster är en ödleart som beskrevs av  George Albert Boulenger 1908. Polychrus liogaster ingår i släktet Polychrus och familjen Polychrotidae. Inga underarter finns listade i Catalogue of Life.